# Чёрный тюльпан (растение)

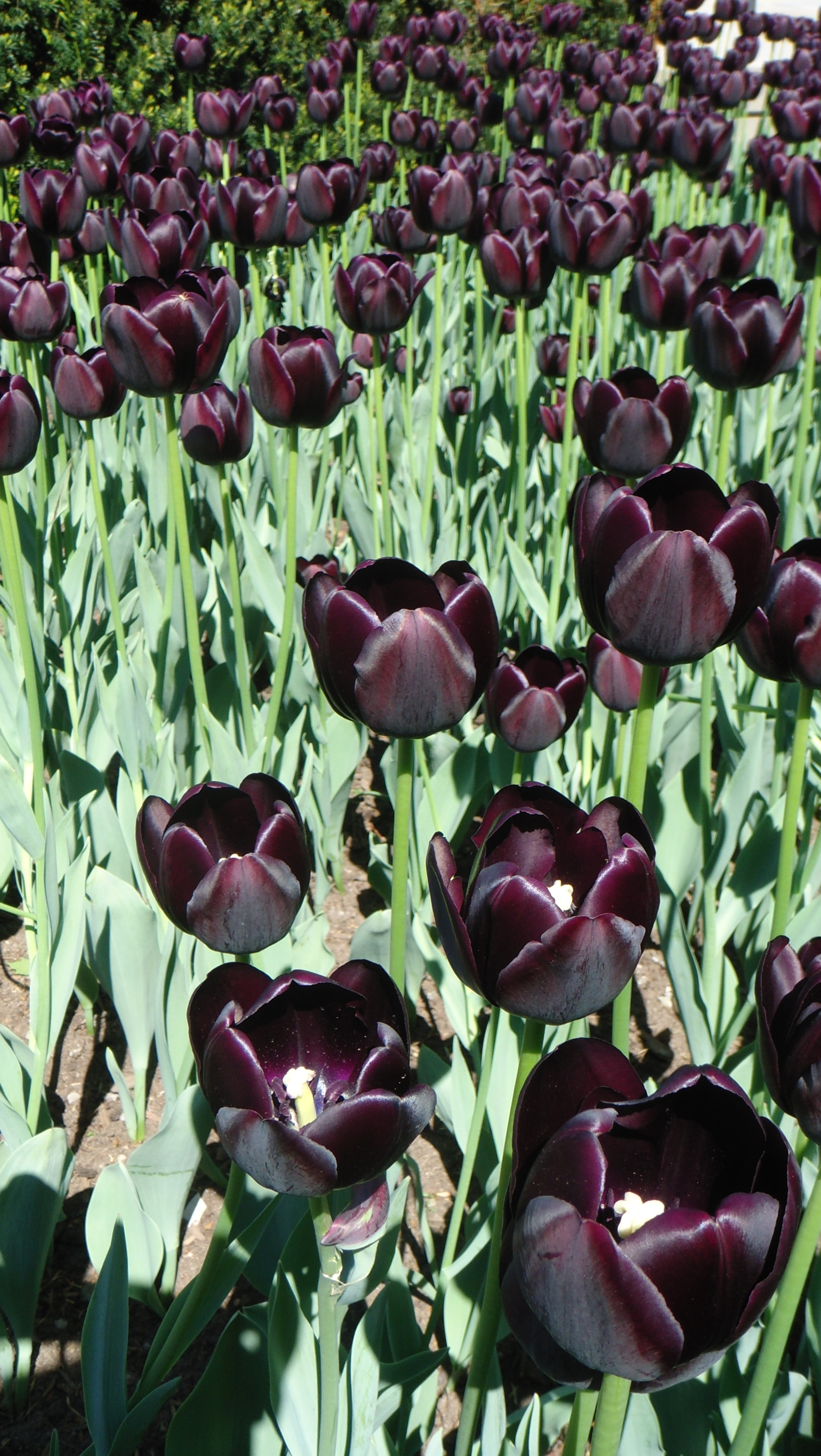
Цветки чёрного тюльпана

Чёрный тюльпан — исторически сложившееся название различных сортов декоративных тюльпанов с цветками чёрно-синей, тёмно-фиолетовой или тёмно-бордовой окраски.

## История выведения
История выведения чёрного тюльпана доподлинно неизвестна. Существует несколько версий, в той или иной степени отсылающих к 1637 году, году расцвета и падения тюльпаномании, когда жители Харлема захотели иметь чёрный цветок. В любом случае, в середине XVII века были известны харлемские тюльпаны глубокого фиолетового цвета, что нашло своё отражение в литературе.
Фактическое появление тюльпана чёрного цвета можно отнести к февралю 1986 года, когда директор национального института флористики Нидерландов Хенк ван Дам заявил на пресс-конференции, что в лаборатории института выращены первые образцы абсолютно чёрных тюльпанов. В марте того же года стало известно, что тюльпан выведен 29-летним датским селекционером Гертом Хагеманом. Исследования по селекции были начаты в 1979 году, материалом для скрещивания послужили два сорта тюльпанов — ‘Queen of the Night’ и ‘Wiener Weld’. Хотя цветок кажется чёрным фактически на любом фоне, на самом деле он также очень тёмного фиолетового цвета. Стоимость выведения составила 400 тысяч долларов. Между первыми упоминаниями и признанием существования прошло около трёхсот лет.

## Отражение в литературе
Гипотетическая история выведения чёрного тюльпана легла в основу исторического романа Александра Дюма-отца (1850) — «Чёрный тюльпан». По сюжету действие происходит в 1672 году, когда муниципалитет города Харлема объявил премию в размере 100 000 гульденов автору чёрного тюльпана. Вывел этот сорт тюльпана натуралист и доктор Берле. Свой сорт тюльпана доктор Берле назвал «Розой Берле», в честь своей жены. Цветок Берле имел очень тёмный — почти чёрный — лиловый цвет.
Есть также упоминание в романе Александра Дюма «Виконт де Бражелон». В романе присутствует описание эпизода, в котором Людовик XIV преподнёс своей фаворитке гарлемский тюльпан с серовато-фиолетовыми лепестками, стоивший садовнику пяти лет трудов, а королю — пяти тысяч ливров.